# 伊勢志摩きらり千選
伊勢志摩きらり千選（いせしまきらりせんせん）は、伊勢志摩きらり千選実行グループが公募により選定したおよそ1,000件の三重県伊勢志摩地方の地域資源。同名のウェブサイトにて公開・発信されている。「千選」と称しているが、当初選定された地域資源は1,056件と1,000を超えている。

## 概要
伊勢志摩の基幹産業である観光業の不振や高齢化を背景に、地域の魅力の発掘や発信を通して地域振興やまちづくりに役立てようと、三重県庁や伊勢志摩の市町村職員と地域住民で組織された「伊勢志摩きらり千選実行グループ」が住民から地域資源を公募した。その後絞り込まれて1,056件が「伊勢志摩きらり千選」に選定された。それぞれの資源は輝くものとして「きらり」と名付けられた。
伊勢志摩きらり千選の募集を行い、ウェブサイトを運営する伊勢志摩きらり千選実行グループは、住民ボランティア団体である。メンバーは約8人で、三重県伊勢庁舎で週1度の会議を行い、伊勢志摩の地域資源の取材を行っている。事務局は三重県南勢志摩県民局（三重県伊勢庁舎）に置かれていたが、後に伊勢志摩国立公園協会内に移転している。

## 歴史
2000年（平成12年）3月、三重県は伊勢志摩地域17市町村（当時）の住民や企業・団体・行政と地域づくりなどをテーマに話し合いを行った成果をまとめた「伊勢志摩生活創造圏ビジョン」を策定した。この中には45の提案が盛り込まれ、「伊勢志摩きらり千選」もその1つであった。そこで三重県南勢志摩県民局の職員と住民有志8人からなる「伊勢志摩きらり千選実行グループ」を設立し、南勢志摩県民局内に事務局を設けた。
2001年（平成13年）7月から8月にかけて、伊勢志摩の住民に広く地域資源（きらり）の候補を募った。募集する地域資源は、伊勢志摩にちなむものなら何でもよいとした。結果、6歳から87歳までの幅広い住民から4,733件の候補が集まり、実行グループとは別に組織した12人の委員会で実地調査を踏まえて、2002年（平成14年）3月に1,056件に絞り込んだ。1,056件の地域資源は、広域と市町村に大別し、「自然・風景・風土」など10項目に分類された。その後同年12月に約200件を掲載したウェブサイト「伊勢志摩きらり千選」が開設され、順次掲載する地域資源を増やしていった。
すべての資源を掲載したウェブサイトが完成した後の2003年（平成15年）に地域資源マップが発行された。後に資源の整理や追加が行われ、2006年（平成18年）に新しいマップが制作された。

## 選定された資源の例

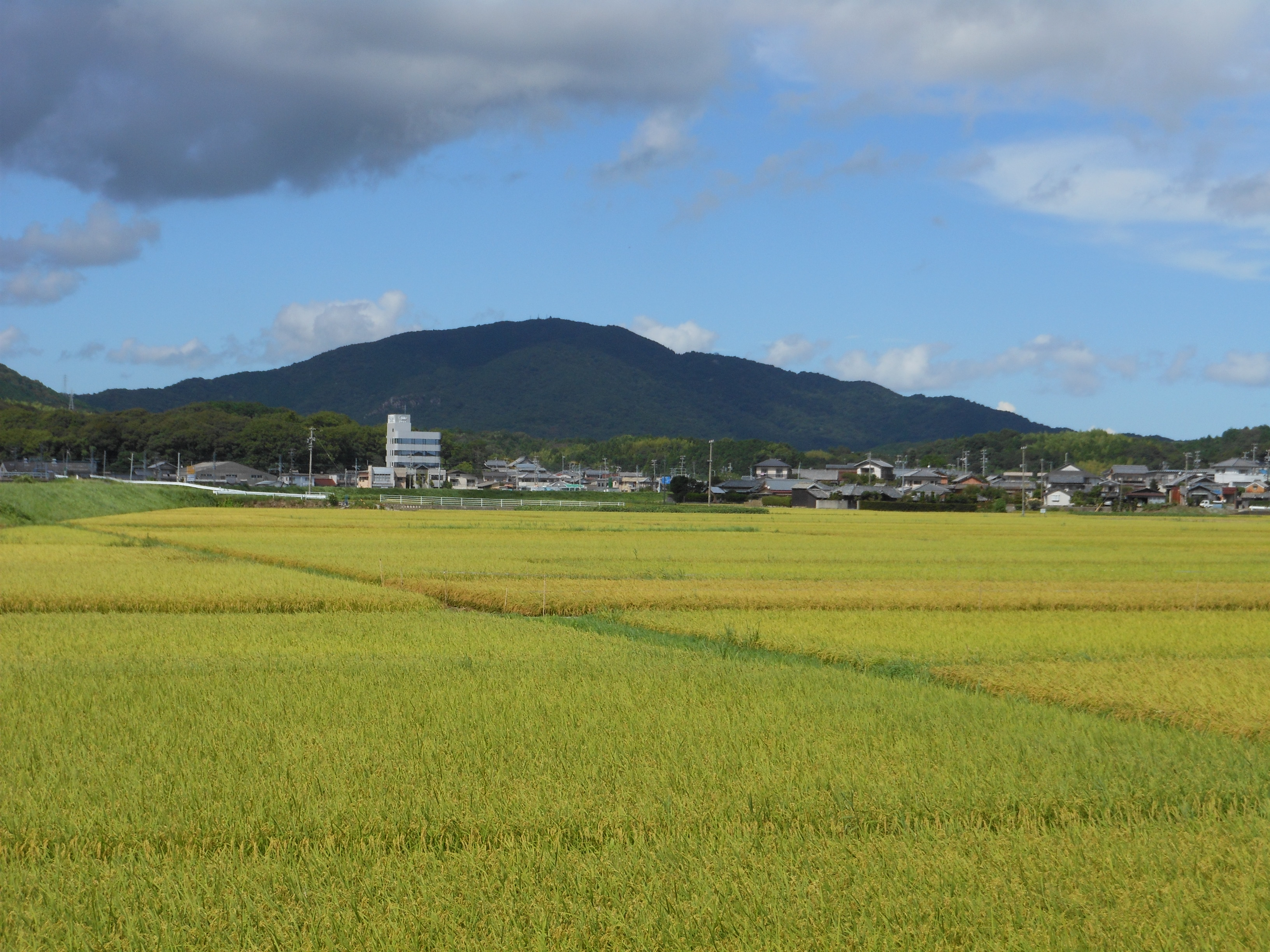
青峰山

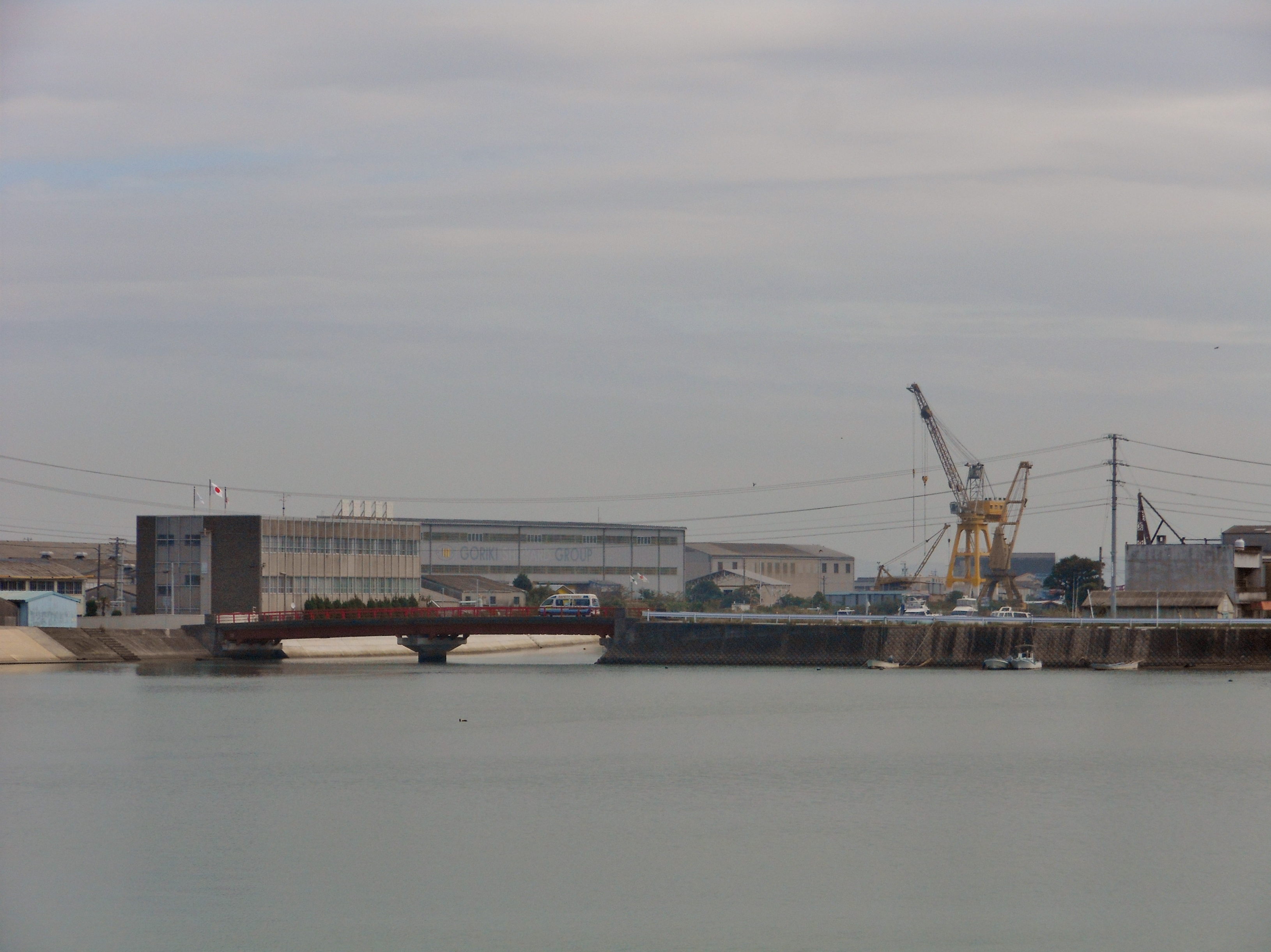
大湊の造船所

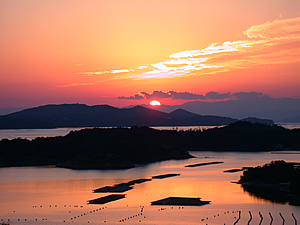
英虞湾

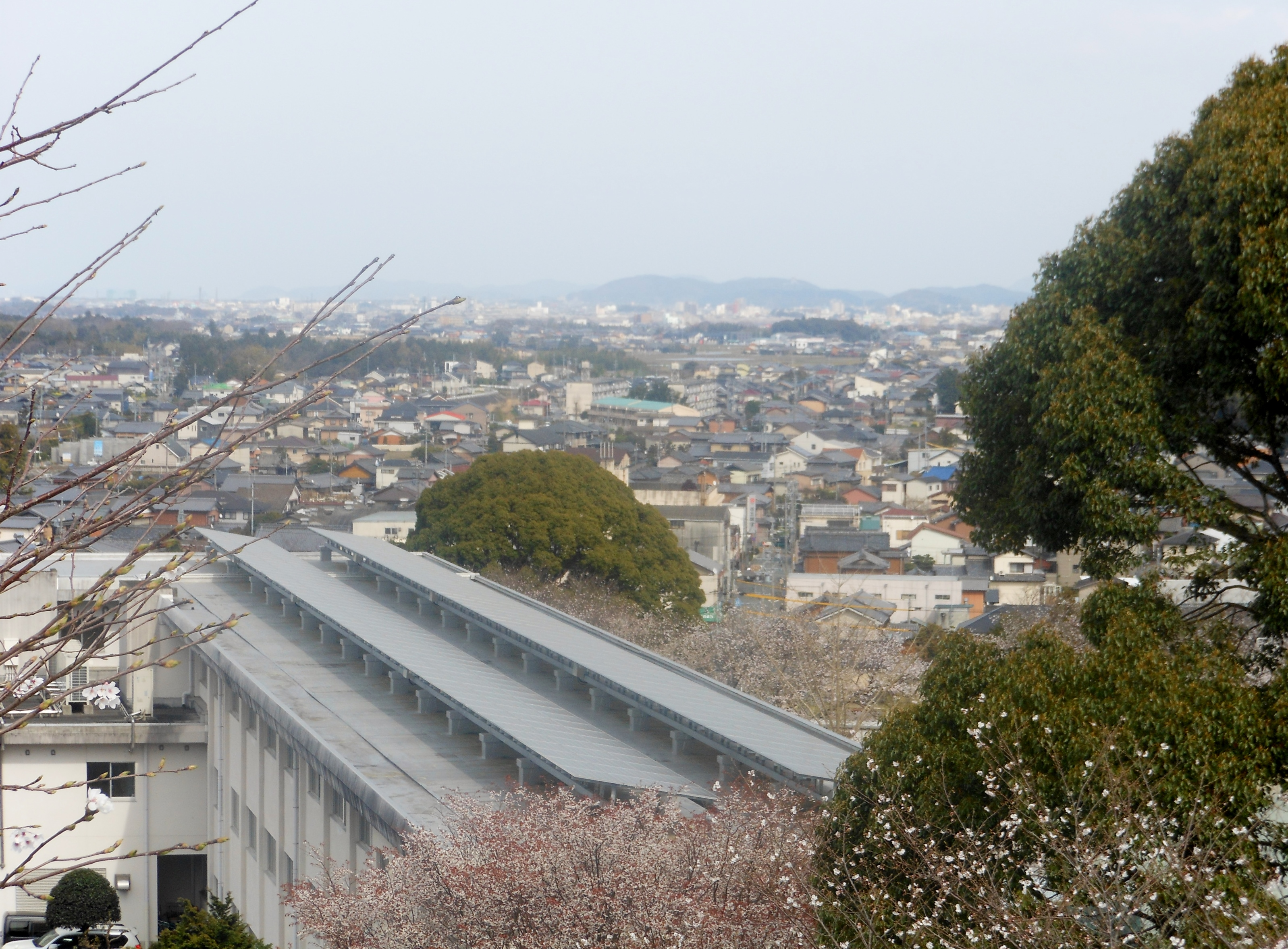
田丸城からの風景

広域
- 青峰山
- 芦浜
- 伊勢の『な』ことば

伊勢市
伊勢神宮に関する資源が多く選ばれた。
- 明野高校のジャム
- アユのなれずし
- 大湊の歴史的造船街風景
- 通り能[4]
- 二見浦海水浴場[2]
- 野口みずき金メダルロード[4]
- 松井孫右衛門と人柱の碑

鳥羽市
風景が多く選ばれた。
- 鳥羽竜の化石と発見現場
- 御木本幸吉生誕地

志摩市
応募された資源数の約半数に相当する2,256件は大王町に関するものであった。
- 英虞湾のリアス式海岸
- 天の岩戸
- 安乗人形芝居
- 鯨石[2]
- 潮かけ祭
- 大王埼灯台

玉城町
- 田丸城跡とそこからの四季折々の風景

大紀町
- 砂糖じょう油で食べるブリの刺し身

南伊勢町
- 田曽浦のタコ伏せ漁
- 能見坂峠から見た入り江